# Chérifa
Chérifa (en kabyle: Nna Čṛifa, en tifinagh : ⵛⵔⵢⴼⴰ, de son vrai nom Ouardia Bouchemlal, née le 9 janvier 1926 à El Maïn (Wilaya de Bordj-Bou-Arreridj, Petite Kabylie), en Algérie et morte le 13 mars 2014 à Alger, est une chanteuse de musique traditionnelle kabyle.

## Biographie
Chérifa naît le 9 janvier 1926 à Aït Halla, village situé à El-Maïn, dans la wilaya de Bordj Bou-Arreridj. Toute petite, on l'envoyait faire paître le troupeau familial et se découvre un joli filet vocal dès l'âge de sept ans. La simple écoute d'un roulement de bendir la poussait à se précipiter sur les lieux de la fête. Mais en Kabylie comme dans d'autres sociétés imbibées de fortes traditions, si on apprécie les musiciens; on n’en souhaitait pas pour autant en avoir en famille. Chérifa, très tôt orpheline de père et placée sous la tutelle de ses oncles après le remariage de sa mère, recevait des corrections sévères pour ses escapades musicales. À l'âge de dix-huit ans, celle qui n'a jamais été scolarisée et qui a grandi pieds nus en mangeant un jour sur trois et sans presque rien, décide de quitter sa région natale et de vivre de sa vocation ailleurs à quelques dizaines de kilomètres de là, précisément à Akbou, qu'elle quitte d'ailleurs quelque temps plus tard pour Alger. Dans le train qui la conduisait vers Alger, elle compose Bqa aâla khir ay Akbou (« Adieu Akbou »), le titre qui fera sa renommée et qui demeure toujours aussi populaire. 
Dans les années 1940, elle chante à la radio algérienne en échange d'un cachet équivalant à 100 € (somme énorme à l'époque) et s'impose rapidement comme la maîtresse du chant kabyle. Pendant des années, elle tourne un peu partout en Algérie et enregistre de nombreux morceaux, soit de sa composition, soit puisés dans le patrimoine folklorique.
Tous des succès. Elle ne se souvient plus du nombre mais approximativement, elle compte plus de 800 chansons dans son répertoire. Cependant, elle n'a pas vraiment bien vécu de son art : dépouillée par le fisc alors qu'elle ne toucha aucun droit d'auteur, elle stoppe tout dans les années 1970. Pour vivre, elle se retrouve à faire des tâches ménagères à la télévision algérienne, oubliée de tous quand, pendant ce temps, les grands artistes de son époque (aujourd'hui encore) pillent sans vergogne son répertoire alors que sa notoriété est déjà grande. Ce n'est qu'au cours de la décennie suivante que les jeunes la redécouvrent et la placent en tête d'affiche lors de tournées.
Chérifa n'a eu droit à la reconnaissance que tardivement. C'est la souffrance qui lui a inspiré ces chants tellement forts et traversés par une émotion indicible. Elle reste dans les mémoires comme la spécialiste des préludes (achouiq) et des chants d'amour (Ahiha). Les poèmes et les mélodies qu'elle compose s'inspirent des chansons traditionnelles mais aussi de sa propre expérience. Elle chante la vie sous tous ses aspects.
Un jardin porte son nom à Paris, dans le 14e arrondissement.

## Ses chansons
- Bqa aâla khir ay Akbou (1942)
- Aya Zerzour (1956)
- Azwaw (1972)
- Sniwa d ifendjalen (1990

Elle a animé plusieurs galas. À Paris à l'Olympia en 1993, l'Opéra Bastille en 1994 et plus récemment, en 2006 au Zénith de Paris où quelque treize mille personnes ont assisté à son dernier concert.